# Mános Eleftheríou
Mános Eleftheríou (grec moderne : Μάνος Ελευθερίου), né 12 mars 1938 à Ermoúpoli sur l'île de Syros et mort le 22 juillet 2018, est un écrivain et poète grec.
Auteur de pièces de théâtre, de nouvelles et de livres pour enfants, il a aussi écrit des chansons pour les plus grands compositeurs grecs, comme Míkis Theodorákis.

## Biographie
Après des études de théâtre à l'école Stavrakos à Athènes, il commence à écrire durant son service militaire en 1960. Son premier recueil de poèmes paraît en 1962. Deux ans plus tard, il écrit des paroles pour les compositeurs Christos Leontis et Mikis Theodorakis. Dans les années qui suivent, il collabore aussi avec Mános Hadjidákis, Yórgos Zambétas et Loukianos Kilaidonis.
En 2005, il reçoit le prix national de littérature (Κρατικά Λογοτεχνικά Βραβεία) décerné par la Bibliothèque nationale de Grèce pour son recueil Le Temps des Chrysanthèmes (Ο Καιρός των Χρυσανθέμων). L'Académie d'Athènes l'honore en 2013 pour l'ensemble de son œuvre au service de la littérature grecque.